# Zwierzenia królowej
Zwierzenia królowej (ang. Confessions of a Queen) – amerykański niemy film dramatyczny z 1925 roku w reżyserii Victora Sjöströma stworzony na podstawie powieści Les Rois en Exil autorstwa Alphonsea Daudeta. Do dzisiejszych czasów przetrwała jedynie niekompletna kopia filmu.

## Fabuła
Król Illyris (Lewis Stone) poślubia okoliczną księżniczkę (Alice Terry), która dowiaduje się, że jej mąż ma kochankę, Sephorę (Helena D'Algy). Królowa buntuje się i zwraca się o pomoc do swojego przyjaciela, księcia Alexeia (John Bowers). Zamieszanie zwiększa się, gdy rewolucja zaczyna domagać się abdykacji króla, czemu królowa stanowczo się sprzeciwia.

## Obsada
- Alice Terry – Królowa
- Lewis Stone – Król
- John Bowers – Książę Alexei
- Eugenie Besserer – Elanora
- Helena D'Algy – Sephora
- Frankie Darro – Książę Zara
- Joseph Dowling – Książę z Rosen
- André de Beranger – Lewin
- Bert Sprotte – Przywódca rewolucji
- Wilbur Higby – Rewolucjonista
- Otto Hoffman – Lokaj króla
- Frances Hatton – Druhna królowej
- James McElhern – Lokaj króla